# Discographie de Milestone Records
Cette discographie de Milestone Records regroupe les albums des séries 2000 et 9000.

## Série2000
| N°   | Artiste leader                         | Nom de l'album                     | Notes                                                                                |
| ---- | -------------------------------------- | ---------------------------------- | ------------------------------------------------------------------------------------ |
| 2001 | Ma Rainey                              | The Immortal Ma Rainey             | Album paru en 1966.                                                                  |
| 2002 | Johnny Dodds                           | The Immortal Johnny Dodds          | Album paru en 1966.                                                                  |
| 2003 | Jelly Roll Morton                      | The Immortal Jelly Roll Morton     |                                                                                      |
| 2004 | Blind Lemon Jefferson                  | The Immortal Blind Lemon Jefferson | Album paru en 1967.                                                                  |
| 2005 | Fletcher Henderson                     | The Immortal Fletcher Henderson    |                                                                                      |
| 2006 | King Oliver                            | The Immortal King Oliver           |                                                                                      |
| 2007 | Blind Lemon Jefferson                  | Volume Two                         |                                                                                      |
| 2008 | Ma Rainey                              | Blame It on the Blues              | Album paru en 1969.                                                                  |
| 2009 | Divers artistes                        | Boogie Woogie Rarities 1927–1932   |                                                                                      |
| 2010 | Louis Armstrong                        | An Early Portrait                  |                                                                                      |
| 2011 | Johnny Dodds                           | Chicago Mess Around                | Enregistrements dans les années 1920 et album paru en 1969.                          |
| 2012 | Earl Hines                             | Monday Date 1928                   |                                                                                      |
| 2013 | Blind Lemon Jefferson                  | Black Snake Moan                   |                                                                                      |
| 2014 | Freddie Keppard, Tommy Ladnier         | New Orleans Horns                  |                                                                                      |
| 2015 | Ida Cox                                | Blues Ain't Nothin' Else But…      |                                                                                      |
| 2016 | Big Bill Broonzy, King Solomon Hill... | The Blues Tradition 1927–1932      |                                                                                      |
| 2017 | Ma Rainey                              | Down in the Basement               |                                                                                      |
| 2018 | Divers artistes                        | Pitchin' Boogie                    | Avec notamment Meade Lux Lewis, Jimmy Blythe, Roosevelt Sykes, Will Ezell, Bob Call. |

## Série9000
| N°   | Artiste leader                                                    | Nom de l'album                                                 | Notes |
| ---- | ----------------------------------------------------------------- | -------------------------------------------------------------- | --- |
| 9001 | Thad Jones, Pepper Adams                                          | Mean What You Say                                              | Enregistrements en 1966. |
| 9002 | Martial Solal                                                     | Solal                                                          | Enregistrements en 1967. |
| 9003 | Helen Merrill                                                     | The Feeling is Mutual                                          | Enregistrements en 1967. Sous-titré Helen Merrill Together With Dick Katz.                                                                          |
| 9004 | Wynton Kelly                                                      | Full View                                                      | Enregistrements en septembre 1967. |
| 9005 | James Moody                                                       | Moody and the Brass Figures                                    | Enregistrements en 1967. Moody est ici au ténor. |
| 9006 | Gary Bartz                                                        | Libra                                                          | Enregistrement en 1967. |
| 9007 |                                                                   |                                                                | |
| 9008 | Joe Henderson                                                     | The Kicker                                                     | Enregistrements en 1967. |
| 9009 | Nat Adderley                                                      | Natural Soul                                                   | Enregistrements en septembre 1963. |
| 9010 | Phil Upchurch                                                     | Feeling Blue                                                   | Enregistrements en 1968. |
| 9011 | Bobby Timmons                                                     | Got To Get It!                                                 | Enregistrement en 1967. |
| 9012 | Mike Wofford (en)                                                 | Summer Night                                                   | Enregistrement en novembre 1968. |
| 9013 | Lee Konitz                                                        | Duets                                                          | Enregistrement le 25 septembre 1967. |
| 9014 | Martial Solal                                                     | On Home Ground                                                 | Enregistrement en 1969. |
| 9015 | Buddy Montgomery (en)                                             | The Two-Sided Album                                            | Enregistrement en 1968. |
| 9016 | Nat Adderley                                                      | The Scavenger                                                  | Enregistrement en 1968. |
| 8017 | Joe Henderson                                                     | Tetragon                                                       | Enregistrement en 1967 et 1968. |
| 9018 | Gary Bartz                                                        | Another Earth                                                  | Enregistrement en 1968. |
| 9019 | Helen Merrill                                                     | A Shade of Difference                                          | Enregistrement en juillet 1968. |
| 9020 | Bobby Timmons                                                     | Do You Know The Way?                                           | Enregistrement en 1968. |
| 9021 | Ran Blake                                                         | The Blue Potato                                                | Enregistrement en 1969. |
| 9022 | Jack DeJohnette                                                   | The DeJohnette Complex                                         | Enregistrement en 1969. |
| 9023 | James Moody                                                       | The Blues And Other Colors                                     | Enregistrement en 1969. |
| 9024 | Joe Henderson                                                     | Power To The People                                            | Enregistrement en 1969. |
| 9025 | Lee Konitz                                                        | Peacemeal                                                      | Enregistrement en 1969. |
| 9026 | Karl Berger                                                       | Tune In                                                        | Enregistrement en 1969. |
| 9027 | Gary Bartz                                                        | Home!                                                          | Enregistrement en 1969. |
| 9028 | Joe Henderson                                                     | If You're Not Part of the Solution, You're Part of the Problem | Enregistrement en 1970. |
| 9029 | Jack DeJohnette                                                   | Have You Heard?                                                | Enregistrement en 1969. |
| 9030 | Cannonball Adderley                                               | In New Orleans                                                 | Enregistrement en 1962. |
| 9031 | Gary Bartz                                                        | Harlem Bush Music: Taifa                                       | Enregistrement en novembre 1970 et janvier 1971. |
| 9032 | Gary Bartz                                                        | Harlem Bush Music: Uhuru                                       | Enregistrement en 1971. |
| 9033 | Paul Bley                                                         | Synthesizer Show                                               | Enregistrement en 1970. |
| 9034 | Joe Henderson                                                     | In Pursuit of Blackness                                        | Enregistrement en 1971. |
| 9035 | Lester Young, Charlie Parker, Dizzy Gillespie                     | Early Modern: 1946 Concert Recordings                          | Enregistrement en 1946. Compilation. |
| 9036 | Johnny Lytle (en)                                                 | Soulful Rebel                                                  | Enregistrement en 1971. |
| 9037 | Jim Hall                                                          | Where Would I Be?                                              | Enregistrement en 1971. |
| 9038 | Lee Konitz                                                        | Spirits                                                        | Enregistrement en 1971. |
| 9039 | McCoy Tyner                                                       | Sahara                                                         | Enregistrement en 1972. |
| 9040 | Joe Henderson                                                     | Black Is The Color                                             | Enregistrement en 1972. |
| 9041 | Junior Mance                                                      | That Lovin' Feelin'                                            | Enregistrement en 1972. |
| 9042 | Sonny Rollins                                                     | Next Album                                                     | Enregistrement le 14 et 27 juillet 1972. |
| 9043 | Johnny Lytle                                                      | People and Love                                                | Enregistrement en 1972. |
| 9044 | McCoy Tyner                                                       | Song for My Lady                                               | Enregistrement en 1972. |
| 9045 | Jim Hall, Ron Carter                                              | Alone Together                                                 | Enregistrement en 1973. |
| 9046 | Paul Bley                                                         | Paul Bley & Scorpio                                            | Enregistrement en 1973. |
| 9047 | Joe Henderson                                                     | In Japan                                                       | Enregistrement en 1972. |
| 9048 | Michael Howell (en)                                               | Looking Glass                                                  | |
| 9049 | McCoy Tyner                                                       | Song of the New World                                          | Enregistrement en 1973. Au Billboard l'album atteint la 18e position.                                                                               |
| 9050 | Joe Henderson                                                     | Multiple                                                       | Enregistrement en 1973. |
| 9051 | Sonny Rollins                                                     | Horn Culture                                                   | Enregistrement en avril, juin et juillet 1973. |
| 9052 | Flora Purim                                                       | Butterfly Dreams                                               | Enregistrement en 1973. Au Billboard l'album atteint la 36e position en 1975.                                                                       |
| 9053 | Joe Henderson                                                     | The Elements                                                   | Enregistrement en 1973. |
| 9054 | Michael Howell                                                    | In The Silence                                                 | |
| 9055 | McCoy Tyner                                                       | Echoes of a Friend                                             | Enregistrement en 1972. Au Billboard l'album atteint la 16e position en 1974.                                                                       |
| 9056 | McCoy Tyner                                                       | Sama Layuca                                                    | Enregistrement en 1974. Au Billboard l'album atteint la 23e position en 1974.                                                                       |
| 9057 | Joe Henderson                                                     | Canyon Lady                                                    | Enregistrement en 1973. Au Billboard l'album atteint la 27e position en 1975.                                                                       |
| 9058 | Flora Purim                                                       | Stories To Tell                                                | Enregistrement en 1974. Au Billboard l'album atteint la 16e position en 1975.                                                                       |
| 9059 | Sonny Rollins                                                     | The Cutting Edge                                               | Enregistrement le juillet 1974 au Montreux Jazz Festival. Au Billboard l'album atteint la 33e position en 1975.                                     |
| 9060 | Lee Konitz                                                        | Satori                                                         | Enregistrement le juillet 1974. |
| 9061 | Raul De Souza (en)                                                | Colors                                                         | Enregistrement en 1974. |
| 9062 | Johnny « Hammond » Smith                                          | Gears                                                          | Enregistrement en 1975. |
| 9063 | McCoy Tyner                                                       | Trident                                                        | Enregistrement en 1975. Au Billboard l'album atteint la 14e position en 1976.                                                                       |
| 9064 | Sonny Rollins                                                     | Nucleus                                                        | Enregistrements du 2 au 5 septembre 1975. |
| 9065 | Flora Purim                                                       | Open Your Eyes, You Can Fly                                    | Enregistrement en 1976. Au Billboard l'album atteint en 1976 la 5e position dans la catégorie album de jazz.                                        |
| 9066 | Joe Henderson                                                     | Black Miracle                                                  | Enregistrement en 1975. Au Billboard l'album atteint en 1976 la 36e position dans la catégorie album de jazz.                                       |
| 9067 | McCoy Tyner                                                       | Fly with the Wind                                              | Enregistrement en 1976. Au Billboard l'album atteint en 1976 la 6e position dans la catégorie album de jazz.                                        |
| 9068 | Johnny « Hammond » Smith                                          | Forever Taurus                                                 | Enregistrement en 1976. |
| 9069 | Opa                                                               | Goldenwings                                                    | Enregistrement en 1976. |
| 9070 | Flora Purim                                                       | 500 Miles High                                                 | Enregistrements le 6 juillet 1974 au Montreux Jazz Festival. Au Billboard l'album atteint en 1976 la 12e position dans la catégorie album de jazz.  |
| 9071 | Joe Henderson                                                     | Black Narcissus                                                | Enregistrement en 1977. |
| 9072 | McCoy Tyner                                                       | Focal Point                                                    | Enregistrement en 1976. Au Billboard l'album atteint en 1977 la 14e position dans la catégorie album de jazz.                                       |
| 9073 | Ron Carter                                                        | Pastels                                                        | Enregistrement en 1976. Au Billboard l'album atteint en 1976 la 26e position dans la catégorie album de jazz.                                       |
| 9074 | Sonny Rollins                                                     | The Way I Feel                                                 | Enregistrements en 1976. |
| 9075 | Flora Purim                                                       | Nothing Will Be as It Was...Tomorrow                           | Enregistrements en 1976. Au Billboard l'album atteint en 1977 la 10e position dans la catégorie album de jazz.                                      |
| 9076 | Johnny « Hammond » Smith                                          | Storm Warning                                                  | Enregistrement en 1977. |
| 9077 | Flora Purim                                                       | Encounter                                                      | Enregistrements en 1976. Au Billboard l'album atteint en 1977 la 25e position dans la catégorie album de jazz.                                      |
| 9078 | Opa                                                               | Magic Time                                                     | Enregistrement en 1977. |
| 9079 | McCoy Tyner                                                       | Inner Voices                                                   | Enregistrement en 1977. Au Billboard l'album atteint en 1978 la 5e position dans la catégorie album de jazz.                                        |
| 9080 | Sonny Rollins                                                     | Easy Living                                                    | Enregistrements du 3 au 6 aout 1977. Au Billboard l'album atteint en 1978 la 13e position dans la catégorie album de jazz.                          |
| 9081 | Flora Purim                                                       | That's What She Said                                           | Enregistrements en 1978. Au Billboard l'album atteint en 1978 la 25e position dans la catégorie album de jazz.                                      |
| 9082 | Ron Carter                                                        | Peg Leg                                                        | Enregistrements en 1978. Au Billboard l'album atteint en 1978 la 19e position dans la catégorie album de jazz.                                      |
| 9083 | Johnny « Hammond » Smith                                          | Don't Let the System Get to You                                | Enregistrement en 1978. |
| 9084 | Flora Purim                                                       | Everyday Everynight                                            | Enregistrements en 1978. Au Billboard l'album atteint en 1978 la 15e position dans la catégorie album de jazz.                                      |
| 9085 | McCoy Tyner                                                       | The Greeting                                                   | Enregistrement en 1978. Au Billboard l'album atteint en 1978 la 19e position dans la catégorie album de jazz.                                       |
| 9086 | Ron Carter                                                        | A Song for You                                                 | Enregistrements en 1978. Au Billboard l'album atteint en 1978 la 16e position dans la catégorie album de jazz.                                      |
| 9087 | McCoy Tyner                                                       | Together                                                       | Enregistrement en aout 1979. Au Billboard l'album atteint en 1979 la 5e position dans la catégorie album de jazz.                                   |
| 9088 | Ron Carter                                                        | Parade                                                         | Enregistrements en mars 1979. Au Billboard l'album atteint en 1979 la 12e position dans la catégorie album de jazz.                                 |
| 9089 | Azymuth                                                           | Light as a Feather                                             | Enregistrements en mars 1979. Au Billboard l'album atteint en 1980 la 22e position dans la catégorie album de jazz.                                 |
| 9090 | Sonny Rollins                                                     | Don't Ask                                                      | Enregistrements le 15 et 18 mai 1979. Au Billboard l'album atteint en 1979 la 8e position dans la catégorie album de jazz.                          |
| 9091 | McCoy Tyner                                                       | Passion Dance                                                  | Enregistrement en 1979. Au Billboard l'album atteint en 1979 la 14e position dans la catégorie album de jazz.                                       |
| 9092 | Ron Carter                                                        | Pick 'Em                                                       | Enregistrements en mars 1980. Au Billboard l'album atteint en 1980 la 15e position dans la catégorie album de jazz.                                 |
| 9093 | Jay Jay Johnson                                                   | Pinnacles                                                      | Enregistrements en mars 1980. Au Billboard l'album atteint en 1980 la 45e position dans la catégorie album de jazz.                                 |
| 9094 | McCoy Tyner                                                       | Horizon                                                        | Enregistrement en 1980. Au Billboard l'album atteint en 1980 la 14e position dans la catégorie album de jazz.                                       |
| 9095 | Flora Purim                                                       | Love Reborn                                                    | Enregistrements en 1980. Au Billboard l'album atteint en 1980 la 48e position dans la catégorie album de jazz.                                      |
| 9096 | Ron Carter                                                        | New York Slick                                                 | Enregistrements en mars 1980. Au Billboard l'album atteint en 1980 la 27e position dans la catégorie album de jazz.                                 |
| 9097 | Azymuth                                                           | Outubro                                                        | Enregistrements en mars 1980. Au Billboard l'album atteint en 1980 la 26e position dans la catégorie album de jazz.                                 |
| 9098 | Sonny Rollins                                                     | Love at First Sight                                            | Enregistrements du 9 au 12 mai 1980. Au Billboard l'album atteint en 1979 la 21e position dans la catégorie album de jazz.                          |
| 9099 | Ron Carter                                                        | Patrao                                                         | Enregistrements en mars 1980. Au Billboard l'album atteint en 1981 la 31e position dans la catégorie album de jazz.                                 |
| 9100 | Ron Carter                                                        | Super Strings                                                  | Enregistrements en mars 1981. Au Billboard l'album atteint en 1982 la 47e position dans la catégorie album de jazz.                                 |
| 9101 | Azymuth                                                           | Telecommunication                                              | Enregistrements en 1982. Au Billboard l'album atteint en 1982 la 9e position dans la catégorie album de jazz.                                       |
| 9102 | McCoy Tyner                                                       | 13th House                                                     | Enregistrement en 1982. Au Billboard l'album atteint en 1982 la 31e position dans la catégorie album de jazz.                                       |
| 9103 | Irakere                                                           | Chekere Son                                                    | Enregistrements en 1981. |
| 9104 | Sonny Rollins                                                     | No Problem                                                     | Enregistrements du 9 au 15 décembre 1981. Au Billboard l'album atteint en 1982 la 23e position dans la catégorie album de jazz.                     |
| 9105 | Ron Carter                                                        | Third Plane                                                    | Enregistrements en 1982 avec Herbie Hancock et Tony Williams. Au Billboard l'album atteint en 1982 la 40e position dans la catégorie album de jazz. |
| 9106 | Cannonball Adderley                                               | The Sextet                                                     | Enregistrements en 1961 et 1963. |
| 9107 | Ron Carter                                                        | Parfait                                                        | Enregistrements en 1980. Au Billboard l'album atteint en 1983 la 42e position dans la catégorie album de jazz.                                      |
| 9108 | Sonny Rollins                                                     | Reel Life                                                      | Enregistrements en 1983. Au Billboard l'album atteint en 1983 la 37e position dans la catégorie album de jazz.                                      |
| 9109 | Azymuth                                                           | Cascades                                                       | Enregistrements en 1983. Au Billboard l'album atteint en 1983 la 21e position dans la catégorie album de jazz.                                      |
| 9110 | Wes Montgomery                                                    | Encores                                                        | Enregistrements en 1963. Au Billboard l'album atteint en 1983 la 46e position dans la catégorie album de jazz.                                      |
| 9111 | Irakere                                                           | El Coco                                                        | Enregistrements en 1980. |
| 9112 | Hank Crawford                                                     | Midnight Ramble                                                | Enregistrements en 1983. Au Billboard l'album atteint en 1983 la 20e position dans la catégorie album de jazz.                                      |
| 9113 | John Kaizan Neptune (en)                                          | West of Somewhere                                              | Enregistrements en 1981. |
| 9114 | L Subramaniam (en)                                                | Spanish Wave                                                   | Enregistrements en 1983. |
| 9115 | Thelonious Monk                                                   | Evidence                                                       | Enregistrements en 1959 lors du concert au Town Hall, morceaux additionnels de l'album In Person.                                                   |
| 9116 | Jimmy McGriff                                                     | Countdown                                                      | Enregistrements en 1983. Au Billboard l'album atteint en 1983 la 41e position dans la catégorie album de jazz.                                      |
| 9117 | Jose Roberto Bertrami                                             | Blue Wave                                                      | Enregistrements en 1983. |
| 9118 | Azymuth                                                           | Rapid Transit                                                  | Enregistrements en 1983. |
| 9119 | Hank Crawford                                                     | Indigo Blue                                                    | Enregistrements en 1983. |
| 9120 | L Subramaniam                                                     | Indian Express                                                 | Enregistrements en 1984. |
| 9121 | Jimmy Ponder (en)                                                 | Down Here on the Ground                                        | Enregistrements en 1984. |
| 9122 | Sonny Rollins                                                     | Sunny Days, Starry Nights                                      | Enregistrements le 23 et 27 janvier 1984. |
| 9123 | Strunz & Farah                                                    | Frontera                                                       | Enregistrements en 1984. |
| 9124 | Thelonious Monk                                                   | Blues Five Spot                                                | Enregistrements en 1961. |
| 9125 | Bill Evans                                                        | More from the Vanguard                                         | Enregistrements complémentaires du concert donné le 25 juin 1961 au club Village Vanguard à New York.                                               |
| 9126 | Jimmy McGriff                                                     | Skywalk                                                        | Enregistrements en 1984. |
| 9127 | Ivan Conti                                                        | Human Factor                                                   | Enregistrements en 1984. |
| 9128 | Azymuth                                                           | Flame                                                          | Enregistrements en 1984. |
| 9129 | Hank Crawford                                                     | Down on the Deuce                                              | Enregistrements en 1984. |
| 9130 | L Subramaniam                                                     | Conversations                                                  | Enregistrements en 1984. |
| 9131 | Alex Malheiros (en)                                               | Atlantic Forest                                                | Enregistrements en 1985. |
| 9132 | Jimmy Ponder                                                      | So Many Stars                                                  | Enregistrements en 1983. |
| 9133 | Casiopea                                                          | Zoom                                                           | |
| 9134 | Azymuth                                                           | Spectrum                                                       | Enregistrements en 1985. |
| 9135 | Jimmy McGriff                                                     | State of the Art                                               | Enregistrements en 1985. |
| 9136 | Strunz & Farah                                                    | Guitarras                                                      | Enregistrements en 1985. |
| 9137 | Sonny Rollins                                                     | The Solo Album                                                 | Enregistrements le 19 juillet 1985. |
| 9138 | L Subramaniam                                                     | Mani & Co.                                                     | Enregistrements en 1986. |
| 9139 | Arthur Prysock                                                    | A Rockin' Good Way                                             | Enregistrements en 1985. |
| 9140 | Hank Crawford                                                     | Roadhouse Symphony                                             | Enregistrements en 1985. |
| 9141 | Jose Roberto Bertrami                                             | Dreams Are Real                                                | Enregistrements en 1985. |
| 9142 | Hank Crawford, Jimmy McGriff                                      | Soul Survivors                                                 | Enregistrements en 1986. Au Billboard l'album atteint en 1987 la 13e position dans la catégorie Top Jazz Albums.                                    |
| 9143 | Azymuth                                                           | Tightrope Walker                                               | Enregistrements en 1986. |
| 9144 | Divers artistes                                                   | Round Midnight                                                 | Enregistrements en 1986. |
| 9145 | Mark Murphy                                                       | Night Mood                                                     | Enregistrements en 1986. |
| 9146 | Arthur Prysock                                                    | This Guy's in Love with You                                    | Enregistrements en 1986. |
| 9147 | Carla White                                                       | Orient Express                                                 | Enregistrements en 1986. |
| 9148 | Jimmy McGriff                                                     | The Starting Five                                              | Enregistrements en 1986. |
| 9149 | Hank Crawford                                                     | Mr. Chips                                                      | Enregistrements en 1986. |
| 9150 | Sonny Rollins                                                     | G-Man                                                          | Enregistrements le 16 aout 1986. |
| 9151 | Bill Evans                                                        | Jazzhouse                                                      | Enregistrements le 24 novembre 1969. |
| 9152 | Richie Cole                                                       | Popbop                                                         | Enregistrements en 1987. |
| 9153 | Hank Crawford, Jimmy McGriff                                      | Steppin' Up                                                    | Enregistrements en 1987. Au Billboard l'album atteint en 1988 la 15e position dans la catégorie Top Jazz Albums.                                    |
| 9154 | Mark Murphy                                                       | September Ballads                                              | Enregistrements en 1987. |
| 9155 | Sonny Rollins                                                     | Dancing in the Dark                                            | Enregistrements du 15-25 septembre 1987. |
| 9156 | Azymuth                                                           | Crazy Rhythm                                                   | Enregistrements en 1987. |
| 9157 | Arthur Prysock                                                    | Today's Love Songs Tomorrow's Blues                            | Enregistrements en 1988. |
| 9158 | Claudio Roditi (en)                                               | Gemini Man                                                     | Enregistrements en 1988. |
| 9159 | Carla White                                                       | Mood Swings                                                    | Enregistrements en 1988. |
| 9160 |                                                                   |                                                                | |
| 9161 | Cliff Habian (en)                                                 | Tonal Paintings                                                | Enregistrements en 1987. |
| 9162 | Richie Cole                                                       | Signature                                                      | Enregistrements en 1988. |
| 9163 | Jimmy McGriff                                                     | Blue to the Bone                                               | Enregistrements en 1988. Au Billboard l'album atteint en 1989 la 11e position dans la catégorie Top Jazz Albums.                                    |
| 9164 | Bill Evans                                                        | You're Gonna Hear from Me                                      | Enregistrements en 1988. |
| 9165 | Charles Earland                                                   | Front Burner                                                   | Enregistrements en 1988. |
| 9166 | Bill Evans, Wes Montgomery, Art Pepper, Gene Ammons, Frank Morgan | Bird Lives! Music Of Charlie Parker                            | Enregistrements en 1988. |
| 9167 | McCoy Tyner                                                       | Uptown/Downtown                                                | Enregistrements en 1989. |
| 9168 | Hank Crawford                                                     | Night Beat                                                     | Enregistrements en 1989. |
| 9169 | Azymuth                                                           | Carioca                                                        | Enregistrements en 1989. |
| 9170 | Bill Evans                                                        | The Solo Sessions, Vol. 1                                      | Enregistrements le 10 janvier 1963. |
| 9171 |                                                                   |                                                                | |
| 9172 | Cliff Habian                                                      | Manhattan Bridge                                               | Enregistrements en 1989. |
| 9173 | John Handy                                                        | Centerpiece                                                    | Enregistrements en 1989. |
| 9174 | Charles Earland                                                   | Third Degree Burn                                              | Enregistrements en 1989. |
| 9175 | Claudio Roditi                                                    | Slow Fire                                                      | Enregistrements en 1989. |
| 9176 | Jimmy Smith                                                       | Prime Time                                                     | Enregistrements en 1989. |
| 9177 | Hank Crawford, Jimmy McGriff                                      | On the Blue Side                                               | Enregistrements en 1990. Au Billboard l'album atteint en 1990 la 3e position dans la catégorie Top Jazz Albums.                                     |
| 9178 | Niels Lan Doky (en)                                               | Dreams                                                         | Enregistrements en 1990. |
| 9179 | Sonny Rollins                                                     | Falling in Love with Jazz                                      | Enregistrements le 3 juin, 5 aout et 9 septembre 1989. Au Billboard l'album atteint en 1990 la 6e position dans la catégorie Top Jazz Albums.       |
| 9180 | Hank Crawford, Richie Cole                                        | Bossa International                                            | Enregistrements en 1990. |
| 9181 | McCoy Tyner, Stéphane Grappelli                                   | One on One                                                     | Enregistrements en 1990. |
| 9182 | Hank Crawford                                                     | Groove Master                                                  | Enregistrements en 1990. |
| 9183 | Niels Lan Doky                                                    | Friendship                                                     | Enregistrements en 1990. |
| 9184 | Jimmy Smith                                                       | Fourmost                                                       | Enregistrements en 1991. |
| 9185 | Bill Evans                                                        | Blue In Green                                                  | Enregistrements en aout 1974. |
| 9186 | Bill Easley                                                       | First Call                                                     | Enregistrements en 1990. |
| 9187 | Freddie Redd                                                      | Everybody Loves a Winner                                       | Enregistrements en 1991. |
| 9188 | David Newman                                                      | Back to Basics                                                 | Enregistrements en 1991. |
| 9189 | Dick Hyman                                                        | Stride Piano Summit                                            | |
| 9190 | Lou Donaldson                                                     | Play the Right Thing                                           | Enregistrements en 1991. |
| 9191 | Chet Baker                                                        | Out of Nowhere                                                 | Enregistrements en 1991. |
| 9192 | Hank Crawford                                                     | Portrait                                                       | Enregistrements en 1991. |
| 9193 | Grady Tate                                                        | Sings                                                          | Enregistrements en 1991. |
| 9194 | Sonny Rollins                                                     | Here's to the People                                           | Enregistrements le 10, 17, 23, 27 aout 1991. Au Billboard l'album atteint en 1992 la 16e position dans la catégorie Top Jazz Albums.                |
| 9195 | Bill Evans                                                        | The Solo Sessions, Vol. 2                                      | Enregistrements le 10 janvier 1963. |
| 9196 | Phil Woods                                                        | Full House                                                     | Enregistrements en 1991. |
| 9197 | Clifford Jordan                                                   | Down Through the Years                                         | Enregistrements en 1991. |
| 9198 | Lou Donaldson                                                     | Birdseed                                                       | Enregistrements en 1992. |
| 9199 | Thelonious Monk                                                   | San Francisco Holiday                                          | Enregistrements en 1992. |
| 9200 | Bill Evans                                                        | Loose Blues                                                    | Enregistrements le 21 et 22 août 1962. |
| 9201 | Hank Crawford                                                     | South Central                                                  | Enregistrements en 1993. |
| 9202 | Luiz Bonfá                                                        | The Bonfá Magic                                                | Enregistrements en 1993. |
| 9203 | Paulo Moura, Raphael Rebello                                      | Dois Irmaos                                                    | Enregistrements en 1993. |
| 9204 | Nonato Luiz (en)                                                  | Gosto de Brasil                                                | Enregistrements en 1993. |
| 9205 | Tomatito                                                          | Barrio Negro                                                   | Enregistrements en 1993. |
| 9206 | Jorge Pardo                                                       | Las Cigarras Son Quiza Sordas                                  | Enregistrements en 1993. |
| 9207 | Jimmy Smith                                                       | Sum Serious Blues                                              | Enregistrements en 1993. |
| 9208 | Grady Tate                                                        | Body and Soul                                                  | Enregistrements en 1993. |
| 9209 | Carlos Puebla                                                     | La Bodeguita del Medio                                         | Enregistrements en 1993. |
| 9210 | Mongo Santamaria                                                  | Mongo Introduces La Lupe                                       | Enregistrements en 1993. |
| 9211 | Divers artistes                                                   | Christmas Songs                                                | Enregistrements en 1993. |
| 9212 | Baden Powell de Aquino                                            | Seresta Brasileira                                             | Enregistrements en 1993. |
| 9213 | Marco Pereira, Cristovao Bastos                                   | Bons Encontros                                                 | Enregistrements en 1993. |
| 9214 | Nonato Luiz, Tulio Mourao                                         | Carioca                                                        | Enregistrements en 1993. |
| 9215 | Sonny Rollins                                                     | Old Flames                                                     | Enregistrements en juillet et aout 1993. |
| 9216 | Riverside Reunion Band                                            | Mostly Monk                                                    | Enregistrements en juillet et aout 1993. |
| 9217 | Lou Donaldson                                                     | Caracas                                                        | Enregistrements en 1993. |
| 9218 | Ronnie Cuber                                                      | The Scene is Clean                                             | Enregistrements en 1993. |
| 9219 | Ron Holloway (en)                                                 | Slanted                                                        | Enregistrements en 1993. |
| 9220 | Robertinho Silva                                                  | Speak No Evil                                                  | Enregistrements en 1993. |
| 9221 | Raphael Rebello, Dino Sète Cordas                                 | Rio Nights                                                     | Enregistrements en 1993. |
| 9222 | Rildo Hora                                                        | Espraiado                                                      | Enregistrements en 1994. |
| 9223 | Jorge Pardo                                                       | Veloz                                                          | Enregistrements en 1994. |
| 9224 | Per Goldschmidt (en)                                              | Frankly                                                        | Enregistrements en 1994. |
| 9225 | Jerry Gonzalez (en)                                               | Crossroads                                                     | Enregistrements en 1994. |
| 9226 | Manny Oquendo                                                     | Mejor Que Nunca                                                | Enregistrements en 1994. |
| 9227 | Billy Ross (en)                                                   | The Sound                                                      | Enregistrements en 1994. |
| 9228 | Riverside Reunion Band                                            | Hi-Fly                                                         | Enregistrements en 1994. |
| 9229 | Jorge Pardo, Chano Dominguez                                      | 10 de Paco                                                     | Enregistrements en 1994. |
| 9230 | Canhoto Da Paraiba (en)                                           | Walking on Coals                                               | Enregistrements en 1993. |
| 9231 | Dirceu Leitte (en)                                                | Leitte De Coco                                                 | Enregistrements en 1995. |
| 9232 | Francisco Mario (en)                                              | Retratos                                                       | Enregistrements en 1994. |
| 9233 | Duffy Jackson (en)                                                | Swing! Swing! Swing!                                           | Enregistrements en 1994. |
| 9234 | Steve Berrios (en)                                                | First World                                                    | Enregistrements en 1994. |
| 9235 | Bill Evans                                                        | On Green Dolphin Street                                        | Enregistrements le 19 janvier 1959. |
| 9236 | Gary Campbell (en)                                                | Intersection                                                   | Enregistrements en 1995. |
| 9237 | Afro Blue Band                                                    | Impressions                                                    | Enregistrements en 1995. |
| 9238 | Ron Holloway                                                      | Struttin'                                                      | Enregistrements en 1995. |
| 9239 | Chico O'Farrill                                                   | Pure Emotion                                                   | Enregistrements en 1995. |
| 9240 | Eddie Henderson                                                   | Inspiration                                                    | Enregistrements en 1995. |
| 9241 | Robertinho Silva                                                  | Shot On Goal                                                   | Enregistrements en 1995. |
| 9242 | Jerry Gonzalez                                                    | Pensativo                                                      | Enregistrements en 1995. |
| 9243 | Joe Locke                                                         | Moment to Moment                                               | Enregistrements en 1995. |
| 9244 | McCoy Tyner                                                       | Prelude and Sonata                                             | Enregistrements en 1995. |
| 9245 | Mongo Santamaria                                                  | Mongo Returns                                                  | Enregistrements en 1995. |
| 9246 | Turk Mauro (en)                                                   | Hittin' The Jug                                                | Enregistrements en 1995. |
| 9247 | Pucho & His Latin Soul Brothers                                   | Rip a Dip                                                      | Enregistrements en 1995. |
| 9248 | George Mraz                                                       | Mongo Returns                                                  | Enregistrements en 1995. |
| 9249 | Bill Evans, Stan Getz                                             | But Beautiful                                                  | Enregistrements le 9 et 16 août 1974. |
| 9250 | Sonny Rollins                                                     | Sonny Rollins +3                                               | Enregistrements le 30 aout et 7 octobre 1995. |
| 9251 | Jimmy Smith, Eddie Harris                                         | All the Way Live                                               | Enregistrements en 1981. |
| 9252 | Wes Montgomery                                                    | Encores, Vol. 1: Body and Soul                                 | |
| 9253 |                                                                   |                                                                | |
| 9254 | Eddie Henderson                                                   | Dark Shadows                                                   | Enregistrements en 1995. |
| 9255 | Steve Berrios                                                     | Steve Berrios & Son Bachéche and Then Some!                    | Enregistrements en 1996. |
| 9256 | Keystone Trio (John Hicks, George Mraz, Idris Muhammad)           | Heart Beats                                                    | Enregistrements en 1996. |
| 9257 | Ron Holloway                                                      | Scorcher                                                       | Enregistrements en 1996. |
| 9258 | Jerry Gonzalez                                                    | And the Fort Apache Band                                       | Enregistrements en 1996. |
| 9259 | Hank Crawford                                                     | Tight                                                          | Enregistrements en 1996. |
| 9260 | The Estrada Brothers (en)                                         | Get Out of My Way                                              | Enregistrements en 1996. |
| 9261 | Wes Montgomery                                                    | Encores Vol. 2: Blue 'n Boogie                                 | |
| 9262 | George Mraz                                                       | My Foolish Heart                                               | Enregistrements en 1996. |
| 9263 | Manny Oquendo                                                     | On the Move (Muevete!)                                         | Enregistrements en 1996. |
| 9264 | Eddie Henderson, divers artistes                                  | Dream Session - The All Stars Play Miles Davis                 | Enregistrements en 1996. |
| 9265 | Phil Woods                                                        | Alto Summit                                                    | Enregistrements en 1996. |
| 9266 | Clifton Anderson (en)                                             | Landmarks                                                      | Enregistrements en 1996. |
| 9267 | Turk Mauro                                                        | The Truth                                                      | Enregistrements en 1997. |
| 9268 | Jimmy McGriff                                                     | The Dream Team                                                 | Enregistrements en 1997. |
| 9269 | Niels-Henning Ørsted Pedersen                                     | Friends Forever: In Memory of Kenny Drew                       | Enregistrements en 1997. |
| 9270 | Keystone Trio (John Hicks, George Mraz, Idris Muhammad)           | Newklear Music                                                 | Enregistrements en 1997. |
| 9271 | Joe Locke                                                         | Sound Tracks                                                   | Enregistrements en 1997. |
| 9272 | George Mraz                                                       | Bottom Lines                                                   | Enregistrements en 1997. |
| 9273 | Bud Shank                                                         | By Request: Bud Shank Meets the Rhythm Section                 | Enregistrements en 1997. |
| 9274 | Hank Crawford, Jimmy McGriff                                      | Road Tested                                                    | Enregistrements en 1997. |
| 9275 | Cannonball Adderley                                               | Greatest Hits                                                  | Compilation de titres enregistrés à l'origine pour Riverside.                                                                                       |
| 9276 | Ron Holloway                                                      | Groove Update                                                  | Enregistrements en 1998. |
| 9277 | Jorge Pardo                                                       | In a Minute                                                    | Enregistrements en 1998. |
| 9278 | Benny Golson                                                      | Remembering Clifford                                           | Enregistrements en 1998. |
| 9279 | Hank Crawford                                                     | After Dark                                                     | Enregistrements en 1998. |
| 9280 | Sonny Rollins                                                     | Global Warming                                                 | Enregistrements le 7 janvier et 28 février 1998. Au Billboard l'album atteint en 1998 la 25e position dans la catégorie Top Jazz Albums.            |
| 9281 | Pata Negra                                                        | The Best of Pata Negra                                         | Enregistrements dans les années 1980. |
| 9282 | Bill Evans                                                        | Half Moon Bay                                                  | Enregistrements le 4 novembre 1973. |
| 9283 | Eric Alexander                                                    | Solid!                                                         | |
| 9284 | Joe Locke                                                         | Slander (And Other Love Songs)                                 | Enregistrements en 1998. |
| 9285 | Jimmy McGriff                                                     | Straight Up                                                    | Enregistrements en 1998. |
| 9286 | Lew Soloff (en), Eddie Henderson, Nicholas Payton, Tom Harrell    | Trumpet Legacy                                                 | Enregistrements en 1998. |
| 9287 | Hank Crawford, Jimmy McGriff                                      | Crunch Time                                                    | Enregistrements en 1999. |
| 9288 | Manny Oquendo, Libre                                              | Ahora                                                          | Enregistrements en 1993. |
| 9289 | Kenny Drew junior                                                 | Winter Flower                                                  | Enregistrements en 1999. |
| 9290 | Lew Soloff                                                        | With a Song in My Heart                                        | Enregistrements en 1999. |
| 9291 | Bill Evans                                                        | Homecoming                                                     | Enregistrements le 6 novembre 1979. |
| 9292 | George Mraz                                                       | Duke's Place                                                   | Enregistrements en 1999. |
| 9293 | Eric Alexander                                                    | Man With a Horn                                                | Enregistrements en 1999. |
| 9294 | Arturo O'Farrill (en)                                             | Blood Lines                                                    | Enregistrements en 1999. |
| 9295 | Joh Yamada                                                        | Bluestone                                                      | Enregistrements en 1999. |
| 9296 | Mad Duran, Eddie Duran                                            | From Here to the Moon                                          | Enregistrements en 1998. |
| 9297 | Ian Shaw, Cedar Walton                                            | In a New York Minute                                           | Enregistrements en 1999. |
| 9298 | Wes Montgomery                                                    | Dangerous                                                      | |
| 9299 | Chico O'Farrill                                                   | Heart of a Legend                                              | Enregistrements en 1999. |
| 9300 | Jimmy McGriff                                                     | McGriff's House Party                                          | Enregistrements en 1999. |
| 9301 | Ithamara Koorax (en)                                              | Serenade in Blue                                               | Enregistrements en 2000. |
| 9302 | Eric Alexander                                                    | First Milestone                                                | Enregistrements en 2000. |
| 9317 | Bill Evans                                                        | Tenderly : An Informal Session                                 | Enregistrements en 1956 et 1957. |
| 9326 | Jim Snidero (en)                                                  | Strings                                                        | Enregistrements en 2003. |